# Verdampfer (Verfahrenstechnik)

Querschnitt durch einen Kesselverdampfer

Ein Verdampfer ist in der Verfahrenstechnik ein Apparat zur Umwandlung einer Flüssigkeit in ihren dampfförmigen Zustand. Industriell werden verschiedenste Verdampfer eingesetzt. Beispielsweise der Robert-Verdampfer in der Zuckerindustrie oder der Dünnschichtverdampfer zum Eindampfen von Lebensmittelkonzentraten oder pharmazeutischen Lösungen.
Zur Kostenreduzierung ist es üblich, mehrere Verdampfer hintereinander zu schalten. Dazu wird der erste Verdampfer mit Heizdampf (möglicherweise mit Überdruck) beheizt. Die nachfolgenden Verdampfer werden mit dem erzeugten Brüden (= Lösungsmitteldampf) aus dem vorigen Verdampfer beheizt. Vom ersten bis zum letzten Verdampfer muss schrittweise der Druck gesenkt werden, um Energie aus dem Brüden zu gewinnen.

## Prinzip
Zur Verdampfung der Flüssigkeit ist die Zuführung thermischer Energie erforderlich. Verdampfer bestehen deshalb in der Regel aus einer Oberfläche, durch die Wärme von einem Heizmedium auf die zu verdampfende Flüssigkeit übertragen wird. Bei Direktverdampfern kann im Gegensatz dazu das Heizmedium direkt mit der Flüssigkeit in Kontakt gebracht werden. Das Heizmedium kann aus einer heißen Flüssigkeit, die gekühlt oder aus einem Dampf, der kondensiert wird, bestehen.

Siedepunktskurve = Dampfdruckkurve

## Physikalische Grundlage
Zum Verdampfen einer Flüssigkeit kommt es, wenn der Dampfdruck den herrschenden Druck übersteigt. Der Druck kann hierbei unterschiedlich vom Umgebungsdruck sein, d. h. höher oder niedriger. Der Dampfdruck wiederum ist von der Temperatur abhängig und steigt mit dieser. Um die Flüssigkeit zu verdampfen, wird Energie benötigt, die der Verdampfungsenthalpie entspricht. Die gleiche Menge an Energie wird freigegeben, wenn der gebildete Dampf wieder kondensiert wird.
Wenn eine Flüssigkeit in ein inertes, überströmendes Gas wie z. B. Luft verdampft, spricht man von Verdunsten. Die Energie zur Verdampfung stammt dabei aus der Flüssigkeit und der Luft selbst, so dass eine Abkühlung stattfindet. Das macht man sich zunutze bei der Kompressionskältemaschine (Kühlschrank, Gefriertruhe), um zu kühlen. Dazu befindet sich der Verdampfer im Kühlraum.

## Verdampferarten
Es gibt verschiedene Arten von Verdampfern. Die gängigsten Arten sind:
- Dampfkessel
- Dünnschichtverdampfer
- Fallfilmverdampfer
- Kesselverdampfer
- Koaxialverdampfer
- Naturumlaufverdampfer
- Zwangsumlaufverdampfer